# ويليام جيمس مورغان
ويليام جيمس مورغان (بالإنجليزية: William James Morgan)‏ هو سياسي بريطاني (وحمل سابقاً جنسية المملكة المتحدة لبريطانيا العظمى وأيرلندا)، ولد في 17 يوليو 1914، وتوفي في 12 مايو 1999. انتخب عضو برلمان أيرلندا الشمالية وفي الانتخابات البرلمانية في أيرلندا الشمالية 1973 ‏، انتخب عضو برلمان أيرلندا الشمالية 1973-1974 وقد انضم خلال فترته النيابية ‏ للكتلة البرلمانية حزب ألستر الوحدوي وانتخب Member of the Senate of Northern Ireland ‏.